# Zygmunt Nowicki (1881–1944)
Zygmunt Nowicki (ur. 5 stycznia 1881 w Krasnopolu, powiat sejneński, zm. 29 września 1944 w Warszawie) – polski działacz ruchu ludowego i pracownik społeczny, w okresie II RP poseł na Sejm I i II kadencji z ramienia Polskiego Stronnictwa Ludowego „Wyzwolenie”.

## Życiorys
Urodził się w rodzinie Stanisława i Antoniny  Jagłowskich. Ukończył w 1899 seminarium nauczycielskie, tajne kursy naukowe i Wyższe Kursy Nauczycielskie w Warszawie. Był nauczycielem w Konarach k. Warki (1903), następnie w Pilaszkowie k. Łowicza, gdzie w 1905 był współorganizatorem tajnego zjazdu nauczycieli Królestwa Polskiego, na którym powołano Związek Nauczycieli Ludowych – został jego prezesem. Był wiceprezesem Związku Nauczycielstwa Polskiego. Więziony przez władze rosyjskie.
W latach 1917–1931 należał do Polskiego Stronnictwa Ludowego „Wyzwolenie”, Członek Centralnego Komitetu Narodowego w Warszawie (XI 1916 – V 1917).
Po I wojnie światowej ujednolicił programy nauczania. W 1920 wstąpił ochotniczo do Wojska Polskiego. Z ramienia PSL „Wyzwolenie” od 1922 do 1930 wykonywał mandat posła na Sejm I i II kadencji. Po zjednoczeniu ruchu ludowego w 1931 został członkiem Stronnictwa Ludowego.
Po strajku nauczycieli z 1937 rząd zgodził się na zwołanie zjazdu Związku, który miał wybrać nowe władze. Zygmunt Nowicki był prezesem ZNP w latach 1938–1939. Po kapitulacji Warszawy, w październiku 1939 wraz z czwórką innych członków władz ZNP postanowił przenieść działalność Związku do konspiracji. W ten sposób powstała Tajna Organizacja Nauczycielska (TON), która odegrała ogromną rolę w organizowaniu tajnego nauczania.
Zginął w czasie powstania warszawskiego w 1944. Spoczywa na cmentarzu Powązkowskim (kwatera 150-4-28).
Od 27 lipca 1912 był mężem Zofii Marciszewskiej.

## Ordery i odznaczenia
- Krzyż Niepodległości (25 stycznia 1933)[4]